# Pseudoregma panicola
Pseudoregma panicola är en insektsart som först beskrevs av Takahashi, R. 1921.  Pseudoregma panicola ingår i släktet Pseudoregma och familjen långrörsbladlöss. Inga underarter finns listade i Catalogue of Life.